# Tofiq Quliyev
Tofiq Aləkbər oğlu Quliyev (Bakú (Azerbaidjan), 7 de novembre, 1917 - Idem. 4 d'octubre, 2000), va ser un pianista, compositor, pedagog musical i compositor azerbaidjanès.

## Biografia
Tofiq Quliyev i els seus germans van rebre una educació musical durant la seva infància. Li van ensenyar piano i el 1929, amb 12 anys, va començar un curs preparatori per al Conservatori de Bakú. El 1934 va ingressar al conservatori, que es va graduar el 1936. Asaf Zeynalli li va ensenyar teoria musical i també composició. Va recomanar que musiqués poemes de Mirzə Ələkbər Sabir (1862–1911), i així es va crear la cançó Ushaq ve buz [Nen i gelat]. El 1935, mentre encara estudiava, va començar a dirigir el Teatre Dramàtic Estatal de l'Azerbaidjan] a Bakú. El 1936, com altres músics azerbaidjanesos com Qara Qarayev i Knyaz Hacıbəyov, va ser enviat a Moscou per recomanació d'Üzeyir Hacıbəyov per continuar la seva formació musical al Conservatori Txaikovski. Aquí va ser acceptat a la classe de piano d'Heinrich Neuhaus, que en aquell moment també incloïa Sviatoslav Richter i Emil Gilels. Al començament de la seva estada a Moscou li van concedir una beca, que aviat va ser cancel·lada, i va poder guanyar-se la vida amb les seves habilitats com a pianista. Va actuar en una orquestra a l'Hotel National, on va ser descobert per Alexander Naumowitsch Zfasman. El va contractar per a la seva orquestra de jazz. Amb aquesta experiència va fundar el 1941 després de tornar a Bakú el 1939 juntament amb Niyazi Hacıbəyov van fundar la primera Orquestra de Jazz de l'Azerbaidjan i es va convertir en el seu primer director artístic. El primer concert va tenir lloc a la sala d'estiu de la Filharmònica l'estiu de 1941. Després de l'entrada de la Unió Soviètica a la Segona Guerra Mundial, l'orquestra es va incorporar a l'Exèrcit Roig i s'utilitzava per distreure les tropes al front i als hospitals militars. Quliyev va treballar i va escriure arranjaments per al trompetista Eddie Rosner, líder de l'Orquestra Estatal de Jazz Soviètica. Després de la guerra, va treballar per a diferents teatres i va començar a escriure música de cinema. També va aparèixer com a director d'orquestra en aquesta època. El 1948 va tornar a Moscou per continuar els seus estudis al conservatori. El 1951 hi va començar els estudis de postgrau. Aleshores ja era un conegut compositor i pianista. El 1954 va començar a ensenyar al Conservatori Estatal d'Azerbaidjan a Bakú. El 1958 va esdevenir director artístic de la Societat Filharmònica de l'Azerbaidjan. Va estar actiu en llocs de lideratge a l'Associació de Compositors Azerbaidjans, durant més de trenta anys i va ser president de l'associació des de 1990. El 1958 va rebre el títol honorífic d'Artista Honorífic de la RSS de l'Azerbaidjan i el 1964 el títol honorífic d'Artista del Poble de l'URSS de l'Azerbaidjan. Va ser guardonat amb el Premi Estatal de la RSS de l'Azerbaidjan. Va rebre l'Orde de la Bandera Roja del Treball i l'Orde de la Insígnia d'Honor de la Unió Soviètica, i un doctorat honoris causa per la Universitat Khazar. El 7 de novembre de 1997 va rebre l'Ordre İstiqlal.

## Obres (selecció)
Tofiq Quliyev va escriure més de cinquanta cançons populars. Va treballar amb poetes coneguts com Səməd Vurğun i Rəsul Rza (1910–1981). Cantants azerbaidjans coneguts com Rəşid Behbudov i Şövkət Ələkbərova (1922–1993) els van interpretar més enllà de les fronteres de l'Azerbaidjan. Al 6è Festival Mundial de Joventut i Estudiants de Moscou l'any 1957, es va interpretar la cançó Sene de qalmaz de Rəşid Behbudov i, per tant, es va fer molt popular a la Unió Soviètica de l'època. També va escriure la música de més de vint pel·lícules, quatre operetes i música de piano.

## Enregistraments
- Песни [Cançons], llançat el 1977 amb el segell soviètic Melodija
- Gaytagi. Dansa per a piano i orquestra, gravada pel pianista Fərhad Bədəlbəyli (* 1947) amb la Royal Philharmonic Orchestra sota la direcció de Dmitri Iablonski (* 1962), editada al segell Naxos l'any 2011 al CD Concerts per a piano azerbaidjanès [Azerbaidjani]
- Concert per a violí en la menor, gravat pel violinista Mark Lubotsky i la Great Symphony Orchestra of All-Union Radio and Central Television sota la direcció de Iuri Temirkànov, publicat el 1994 al segell rus Russian Disc
- Ürək Mahnıları [Cançons del cor], gravat pels cantants Rashid Behbudov i Shovkat Alakbarova i altres intèrprets, publicat el 1998 amb el segell Azerbaidjan International